# Kadeem Corbin
Kadeem Corbin là một cầu thủ bóng đá người Trinidad và Tobago. Anh ra mắt quốc tế trước Curaçao vào tháng 6 năm 2015.